# ماقات
ماقات (قزاقی: Мақат) یک شهر در قزاقستان است که در استان آتیرائو واقع شده‌است. ماقات ۱۴۰۸۲ نفر جمعیت دارد.